# Vierde Tibetaanse Rite
De Vierde Tibetaanse Rite (van Verjonging) of het Vierde Tibetaantje is een yoga-achtige oefening uit de Vijf Tibetanen, voor het eerst beschreven door Peter Kelder en in 1992 naar het Nederlands vertaald onder de titel Fontein der Jeugd.
De Vierde Tibetaan begint zittend op de grond, met je benen recht en je rug in een rechte hoek met de ondergrond. Je voeten staan ongeveer 25 centimeter uit elkaar en je handen staan plat op de grond, met je vingers naar voren. Buig je hoofd zo ver mogelijk naar voor, en breng vervolgens op je inademing (door je neus) je lichaam omhoog, totdat je knieën een rechte hoek met de grond maken en je rug in een parallelle lijn met de grond staat. Ook je armen vormen een rechte hoek met de ondergrond. Op je uitademing (door je mond) beweeg je terug naar de beginpositie en je brengt je kin naar je borst. Je ademhaling houdt in de heen- en weerbewegingen een gelijk ritme aan. Beweeg in een vloeiend ritme zonder pauzemomenten.
Net als de andere vier rites, wordt deze oefening dagelijks 21 keer uitgevoerd. Dit kan door bijvoorbeeld met drie keer per dag te beginnen, waarbij het aantal met het verloop van de dagen telkens met twee wordt verhoogd. Het totaal aantal malen kan over de gehele dag worden verspreid en het is niet nodig de oefening meer dan 21 keer per dag te doen.
De beginhouding is in hatha yoga vergelijkbaar met de Dandasana (stafhouding). De tweede houding is gelijk aan de Katushpada Pitham (Tafel met vier Poten).

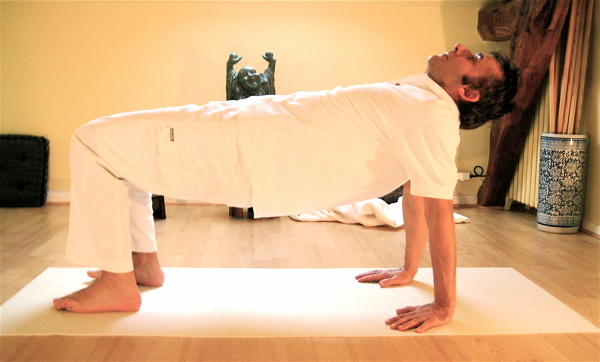
De tweede houding in de Vierde Tibetaan
Dit is in hatha yoga de Tafel met vier Poten

.